# Rebecca Kalu
Rebecca Kalu, född 12 juni 1990, är en nigeriansk fotbollsspelare (mittfältare) som mellan 2010 och 2012 spelade för Delta Queens. Säsongen 2009 spelade hon för Piteå IF Dam.
Hon var med i Nigerias landslag i U20-världsmästerskapet i fotboll för damer 2008 och 2010.

## Klubbar
- Summer Queens FC
- Piteå IF Dam 2009 [6]
- Delta Queens